# Koreas Arbejderparti
 Der er for få eller ingen kildehenvisninger i denne artikel, hvilket er et problem. Du kan hjælpe ved at angive troværdige kilder til de påstande, som fremføres i artiklen.

Koreas Arbejderparti (koreansk: 조선로동당, Chosŏn Rodongdang) er Nordkoreas (Den Demokratiske Folkerepublik Korea) grundlæggende og regerende politiske parti og det største parti repræsenteret i Den øverste folkeforsamling.
Partiet blev stiftet den 30. juni 1949 efter en sammenslutning af Nordkoreas Arbejderparti og Sydkoreas Arbejderparti. Det nordkoreanske partis leder var Kim Il-Sung, der også blev formand af det nye parti, mens Pak Hon-yong, formand for Sydkoreas arbejderparti, blev viceformand. Dette skete kort tid efter dannelsen af Den Demokratiske Folkerepublik Korea.
Internationalt har partiet altid haft et godt forhold til både Sovjetunionen og Kina. Partiet har aldrig villet vælge side, men altid fastholdt et ret lige venskabeligt forhold til begge lande. Efter Sovjetunionens kollaps i 1991 har der stadigt været handelsforbindelser mellem landene, men landet modtager ikke længere økonomiske støtte fra Rusland.
Partiet er den eneste magt i Nordkoreas regering og er næst efter militæret den ledende organisation i Nordkorea. Imellem partiets kongresser er det partiets centralkomite, som leder partiet. Partiet ungdomsforbund hedder Kim Il-sungs socialistiske ungdomsforbund.
Partiets ideologi hedder juche, en national koreansk venstreorienteret (eller kommunistisk) ideologi, der henter ideologisk inspiration fra stalinisme og nationalisme sammen med songun-doktrinen.